# Lobelia dielsiana
Lobelia dielsiana är en klockväxtart som beskrevs av Franz Elfried Wimmer. Lobelia dielsiana ingår i släktet lobelior, och familjen klockväxter. Inga underarter finns listade i Catalogue of Life.